# Remutaka Pass
Der Remutaka Pass ist ein Pass im Norden der Remutaka Range auf der Nordinsel Neuseelands. Aus Upper Hutt kommend überquert der SH 2 nach Pakuratahi den Pass in Richtung Featherston. Dies ist die einzige befahrbare Überquerung des Gebirgszugs. Zusammen mit der Akatarawa Road, die über den Akatarawa Saddle die Tararua Range überquert, ist es die südlichste befahrbare Querung von der West– zur Ostküste der Nordinsel. Die nächste Möglichkeit liegt fast 100 km nordöstlich bei Palmerston North.